# Тыдтуярык (река)
Тыдтуярык (алт. Тыдту-Јарык) — река в горном Алтае, правый приток реки Чуя. Это же название носит долина, по которой протекает река, а также соответствующая вершина Курайского хребта высотой 3367 м.

## Этимология
Тыдтуярык (от алт. тыт — лиственница и Јарык — теснина, ущелье), буквально — ущелье с лиственницами, имеющий лиственницы.

## Описание
Небольшая река, берет своё начало на склонах одноименной вершины Курайского хребта. Река не имеет регистрации в Государственном водном реестре России. Впадает в реку Чуя около 871-го километра автомагистрали Р256 Чуйский тракт. Устье реки расположено в живописной тополиной роще, перед самым выездом в Чуйскую степь.
Питание реки преимущественное снеговое. Помимо сезонных колебаний стока, также ярко выражены суточные перепады уровня воды в реке. Ручей протекает по долине, местами сжимаемый скалами до узкого ущелья.

## Окрестности

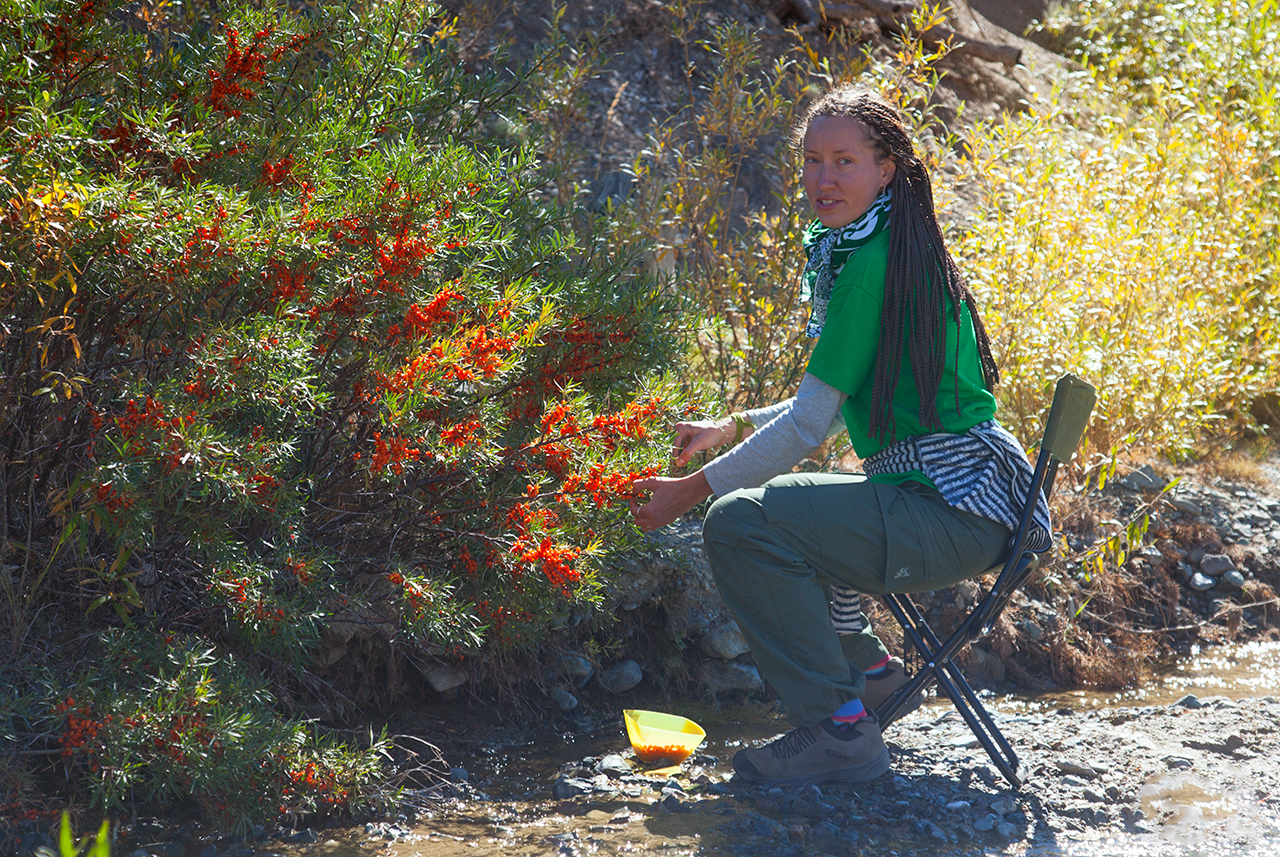
Сбор облепихи местными жителями

Преобладающий окружающий ландшафт безлесный. В пойме реки произрастают деревья, в основном это лиственница, монгольский тополь и несколько видов ив. В пойме реки имеются немногочисленные заболоченные участки. По берегам реки растут кусты облепихи. В среднем течении реки находится несколько чабанских стоянок. В основном на них разводят мелкий рогатый скот (овцеводство). В меньшей степени населением практикуется коневодство, разведение крупного рогатого скота (коровы, сарлыки). Иногда на окрестных холмах можно встретить стадо двугорбых верблюдов.
Из диких животных в большом количестве мелкие грызуны, тушканчики, альпийские сурки (тарбаганы), отмечен манул, степные лисы, зайцы Тулай и другие.
На надпойменных террасах в большом количестве расположены могильники самых разных эпох. Наиболее древние относятся к бронзовому веку, а именно к Афанасьевской культуре.

## Галерея

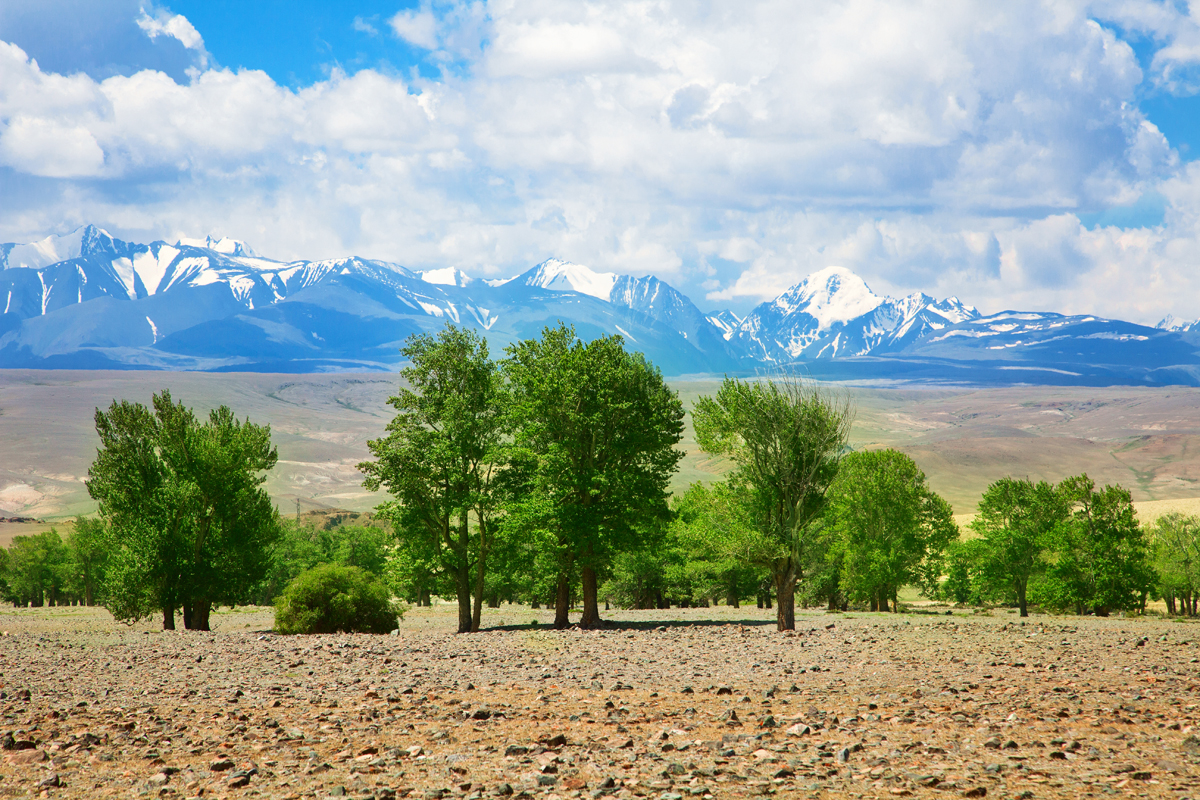
Тополя в пойме реки Тыдтуярык
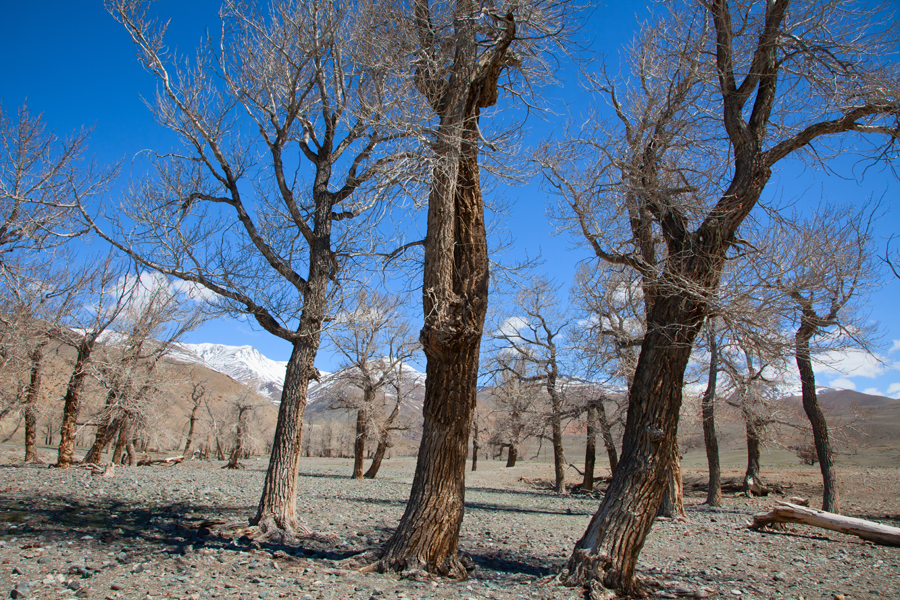
Тополиная роща
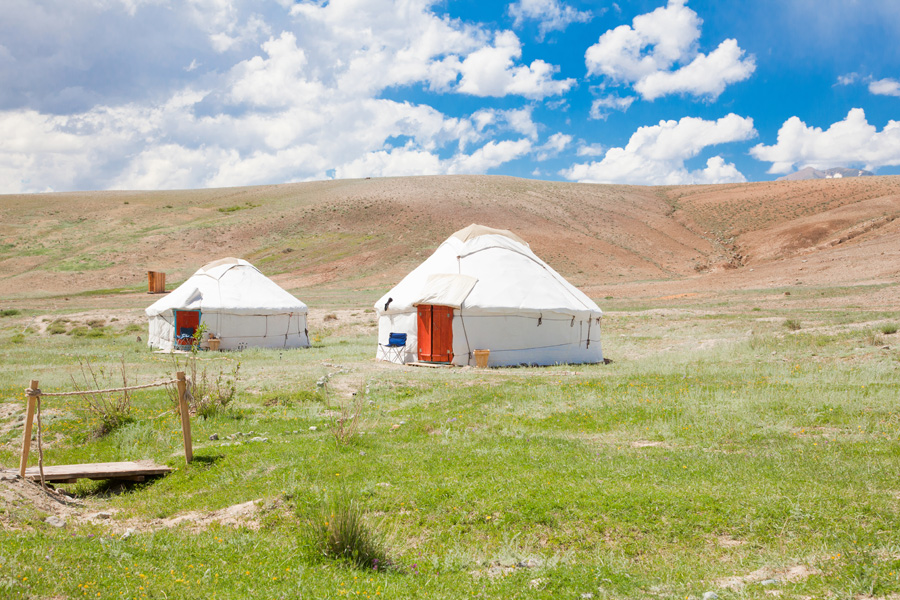
Юрточный кемпинг
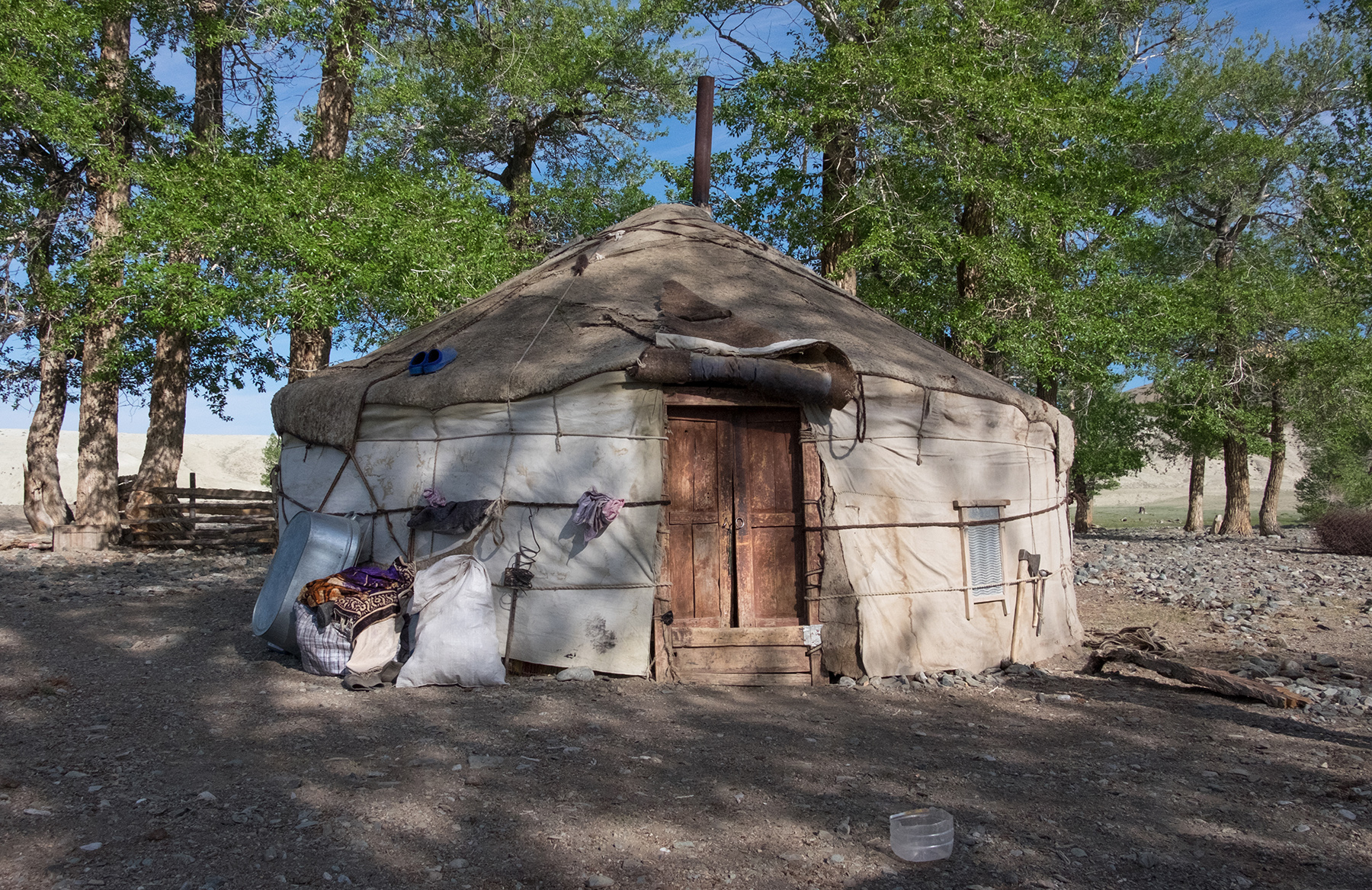
Чабанская стоянка
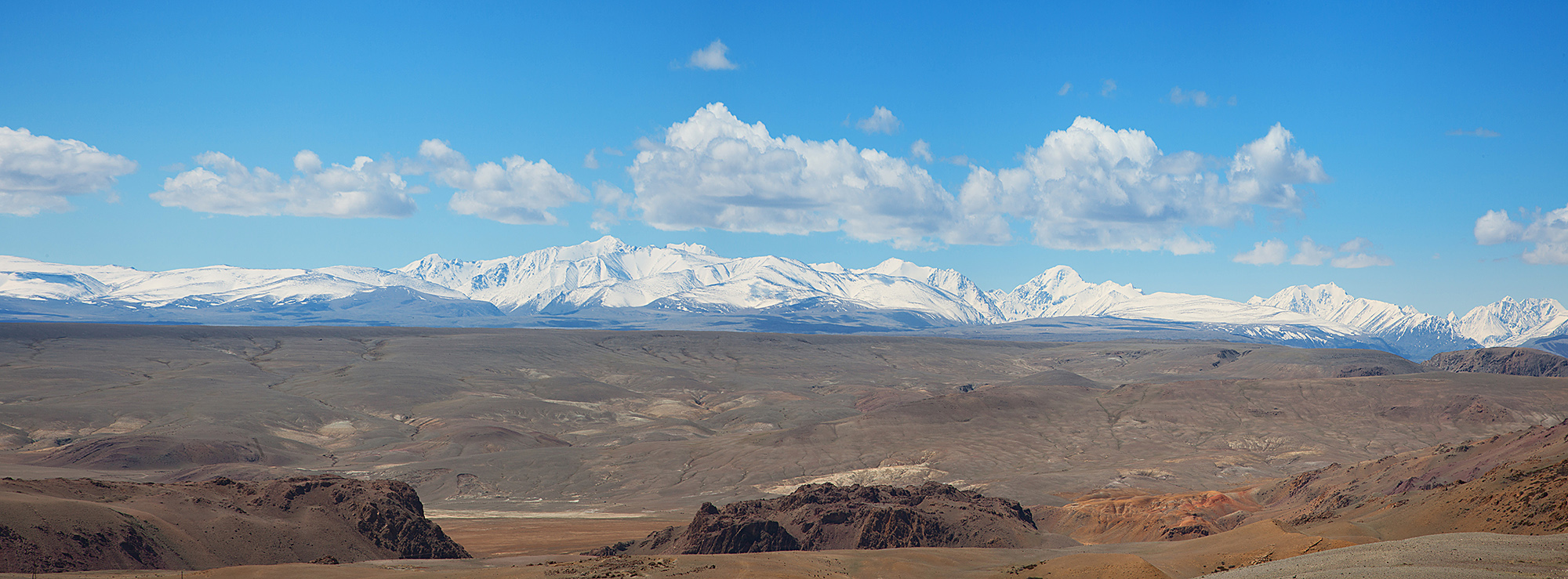
Среднее течение Тыдтуярык
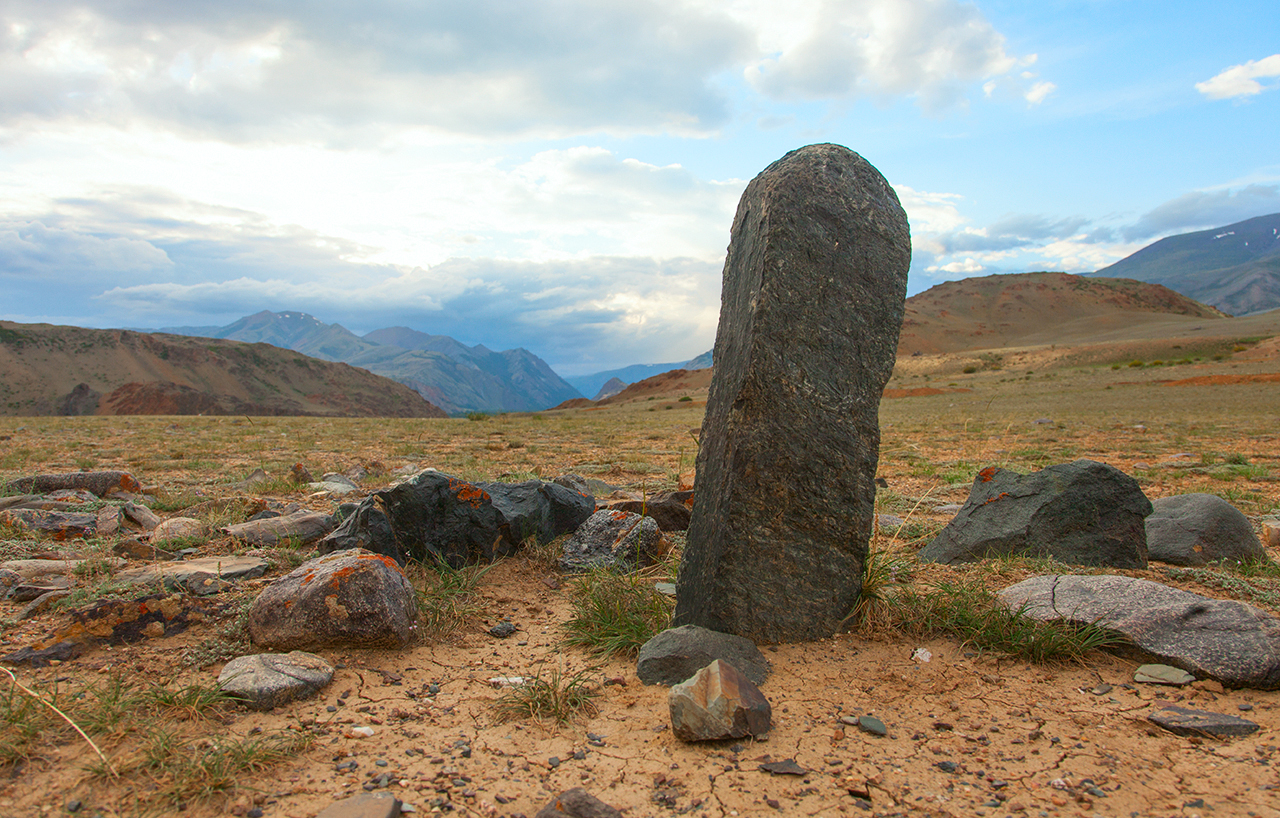
Тюркский балбал в пойме реки
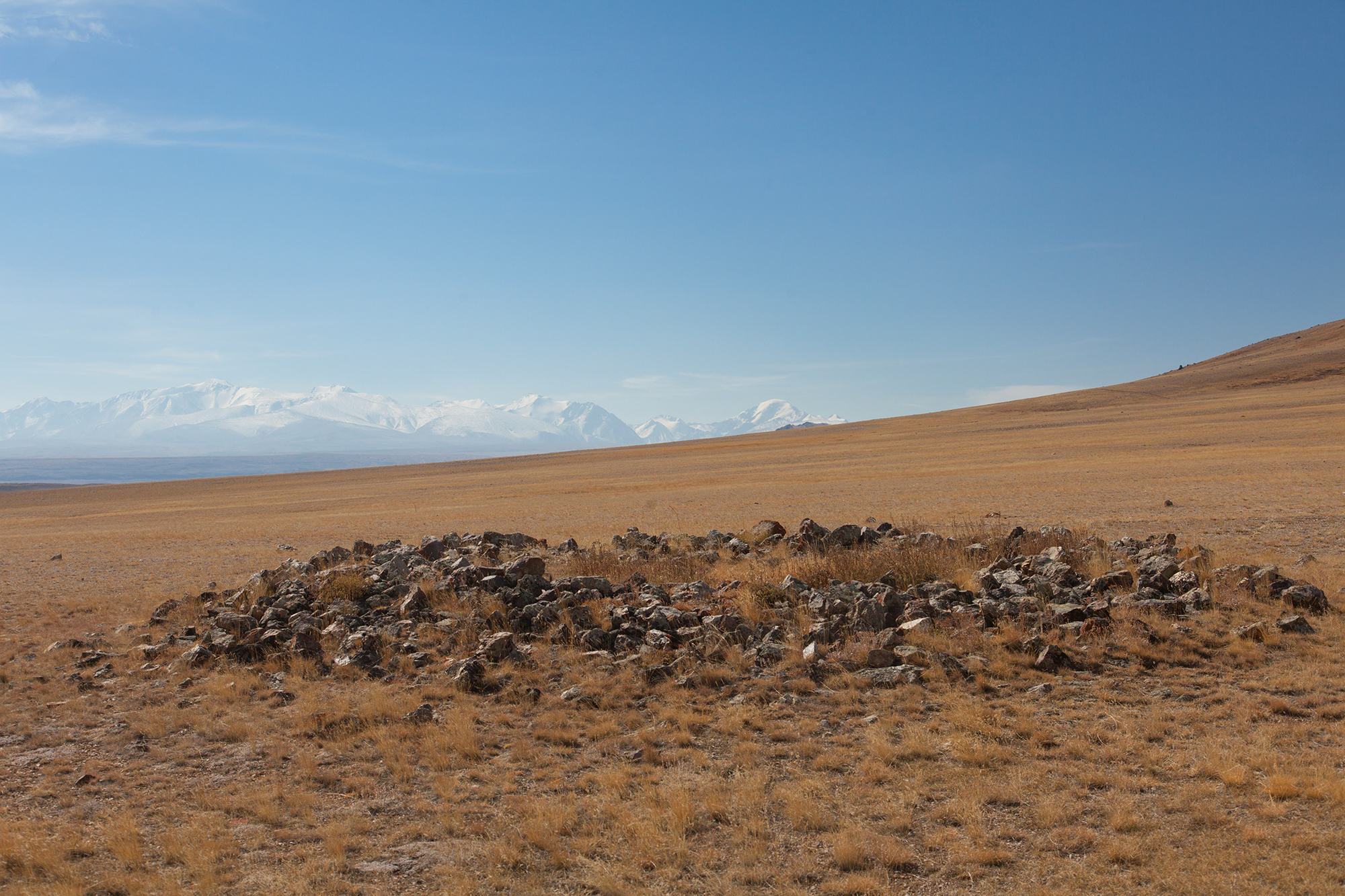
Курган на надпойменной террасе